# La Fée Carabine
Pour les articles homonymes, voir Carabine.
La Fée Carabine est un roman policier de Daniel Pennac paru en 1987 et édité par Gallimard dans la collection Folio. Cet ouvrage est le deuxième titre de la Saga Malaussène. Le roman a été écrit à Cossogno, un petit village d'Italie du Nord.

## Résumé
Toute l'action se déroule dans le réel quartier de Belleville à Paris.
Le livre est divisé en quatre grandes parties.

### Le bouc
Le vieux Semelle, qui habite chez les Malaussène, reçoit une médaille de la Ville de Paris à la mairie du 11e arrondissement. Après la cérémonie, les Malaussène et les consorts se retrouvent dans le restaurant de leur ami Amar. L'évènement est interrompu par une intervention de la police, qui arrête Hadouch, le fils d'Amar, qui avait en sa possession les « cachets contre la déprime » qu'une prétendue infirmière a remis à Semelle à la mairie. Après la descente, Benjamin Malaussène « discute » avec Cercaire dans un fourgon bleu. Benjamin fait des démarches pour connaitre l'identité de l'infirmière ayant donné des amphétamines à Semelle lors de la remise des récompenses.
Stojilkovicz, oncle de Benjamin et ex-révolutionnaire Yougoslave, s'occupe de vieilles dames. La veuve Dolgorouki, une de celles-ci, se fait trancher la gorge en rentrant chez elle.
Pastor découvre l'identité de la jeune fille droguée retrouvée sur la péniche qui se nomme Julie Corrençon. Pastor enquête sur son passé. Il découvre qu’elle est journaliste.
Pastor est chargé de l'interrogatoire d'Hadouch Ben Tayeb. Pastor apporte à Cercaire la déposition d’Hadouch mais Cercaire, lui, est convaincu que ce dernier est un trafiquant de drogue.
Benjamin Malaussène se rend chez Julie et trouve son appartement complètement ravagé. Il se précipite alors dans les escaliers, fonce dans l'inspecteur Van Thian — déguisé en veuve Hô, une de celles dont s'occupe Stojil — et laisse échapper les photos de la cérémonie à la mairie. Pastor et Van Thian montent dans l'appartement de Julie Corrençon, puis se rendent chez l'ancien employeur de Benjamin Malaussène pour continuer l'enquête. Cercaire dit à Pastor que Malaussène « utilise les vieux pour se procurer des amphétamines aux frais de la municipalité ». Van Thian informe Pastor que Benjamin Malaussène semble être mêlé à cette affaire. Van Thian — encore déguisé en veuve Hô — se rend chez les Malaussène afin de distraire la famille pendant que Pastor s'introduit dans la maison afin de récupérer les photos compromettantes. En même temps, Benjamin reçoit un coup de fil de sa patronne. Thian se laisse distraire par Thérèse, la sœur de Benjamin, plutôt que d'écouter la conversation téléphonique de Benjamin qui semblait suspecte. Pastor rend compte de la progression des évènements à Coudrier et lui fait part des circonstances aggravantes qui plaident contre Malaussène. Coudrier lui enjoint de se méfier des apparences.

### Pastor
Pastor interroge Édith Ponthard-Delmaire, suspecte elle aussi, et lui fait signer une déposition. Tout ceci la pousse à se suicider par la suite.
Van Thian raconte à Pastor que Stojilkovicz entraîne les vieilles dames au tir dans les catacombes de Paris. La police saisit les armes des vieilles dames. Benjamin Malaussène apprend l'arrestation de son ami Stojil et retrouve Julie endormie dans son lit car Jérémy et Louna, son frère et sa sœur, l'ont fait sortir de l'hôpital où elle était mal soignée.
La veuve Hô, quant à elle, est agressée par Risson, l'égorgeur de Belleville. Simon le Kabyle et Mo le Mossi font justice eux-mêmes en tuant Risson par injection de soude dans les veines.
Pastor dit à Cercaire qu'il est au courant de la combine qu'il mène avec l'architecte Ponthard-Delmaire et le secrétaire d'État aux Personnes âgées et lui demande 3 % des profits en échange de son silence. Pastor et Cercaire se rendent chez Ponthard-Delmaire. Benjamin, envoyé là par sa patronne, se fait annoncer tandis qu'ils discutent. Malaussène voit, par l'entrebâillement d'une porte, Pastor faire exploser la tête de Cercaire et forcer Ponthard-Delmaire à signer une déposition. Pastor se rend ensuite chez les Malaussène, et parle à Julie, toujours endormie, qui se réveille et répond à ses questions.

### La Fée Carabine
Pastor et Coudrier sont sur le point  de résoudre l'enquête. Benjamin Malaussène apprend que Pastor et sa mère sont amoureux et qu'il ont décidé de partir ensemble. Thérèse rend visite à Van Thian à l'hôpital, qui va finir par vivre chez les Malaussène.

## Prix
- Prix Mystère de la critique 1988[2]

## Adaptation télévisuelle
- 1988 : La Fée Carabine, téléfilm français de la série télévisée Série noire, épisode no 30, réalisé par Yves Boisset et scénarisé par Daniel Pennac . Tom Novembre y interprète le rôle de Benjamin Malaussène aux côtés, notamment, de Fabrice Luchini (Pastor), Anna Galiena (Julie) et Daniel Emilfork (Stojil)[3].

## Traduction
Le roman est traduit en anglais par Ian Monk en 1998 pour le compte des éditions Harvill (310 pages).

## Pour approfondir
- Le roman L'Effet carabin de Thierry Crifo (Paris : la Branche, coll. "Suite noire" n° 25, 10/2008, 95 p.  (ISBN 978-2-35306-026-9)) est un hommage appuyé à La Fée carabine.
- La novella baptisée "Montorgueil" de Wictorien Allende publiée dans le recueil "Mon péché ? Capitale !" Évidence Édition 09/2018, 314 p.  (ISBN 979-1-03480-831-1) s'articule autour d'une célèbre citation de l'inspecteur Van Thian dans La Fée carabine (Chapitre 9, page 52).